# Podiceps nigricollis
El zampullín cuellinegro (Podiceps nigricollis) es una especie de ave podicipediforme de la familia Podicipedidae propia de Eurasia. Norteamérica y África. 

## Descripción

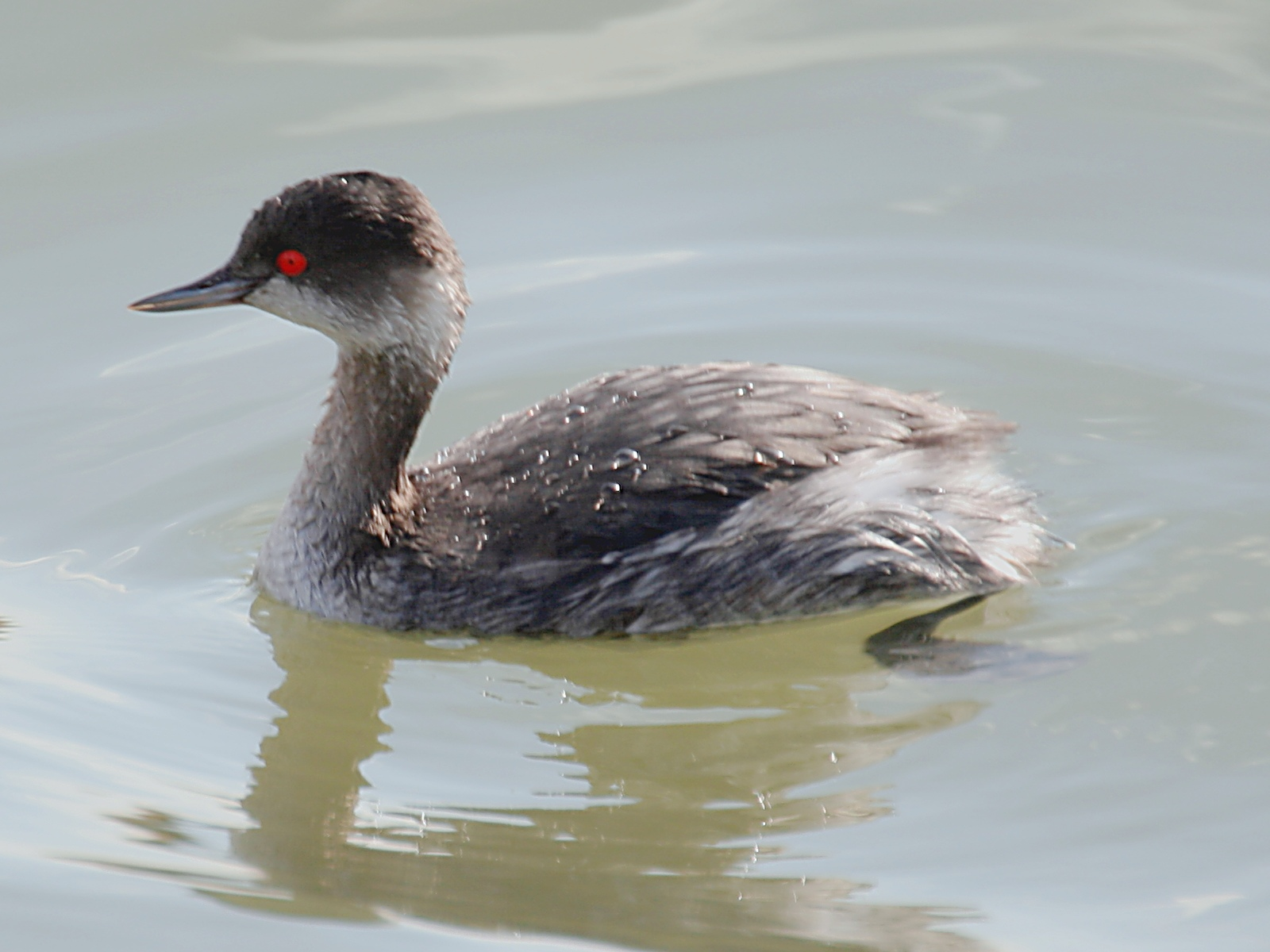
Zampullín cuellinegro con plumaje invernal.

El zampullín cuellinegro mide entre 28–34 cm de largo, con una envergadura alar de 56–60 cm, En verano es inconfundible, tanto el macho como la hembra tienen la cabeza negra, salvo dos penachos de plumas finas amarillas en forma de abanico, que parten de los ojos hacia atrás. También su cuello, pecho y partes superiores son negros, mientras que sus plancos son de color castaño rojizo. Su vientre, sus rémiges secundarias y la parte inferior de sus alas son blancos, aunque quedan ocultos cuando nadan. Su ojo es de color rojo intenso, y tiene el pico negro, largo y puntiagudo. En invierno su plumaje pasa a ser de color gris oscuro en las partes superiores, con las partes inferiores y la cola blancas, y también son blancas las mejillas y la parte frontal del cuello.
En verano se diferencia fácilmente del zampullín cuellirrojo por el color negro de su cuello y pecho, y la forma de los penachos amarillos de su rostro. Además el zampullín cuellinegro tiene las plumas de la frente y el píleo prominentes, mientras que en el cuellirrojo están aplanadas. En invierno ambos son mucho más similares, pero pueden diferenciarse porque en el zampullín cuellinegro la zona oscura de la parte superior de su cabeza sobrepasa la altura de los ojos.

## Taxonomía
El zampullín cuellinegro fue descrito científicamente por Christian Ludwig Brehm en 1831, con su nombre científico actual. Aunque estaba clasificado, como el resto de su familia, junto los colimbos en Colymbiformes. Hasta el siglo XX no se separaron los somormujos y zampullines en su propio orden, Podicipediformes. 
Se reconocen tres subespecies de zampullín cuellinegro:
- P. n. nigricollis - cría en Eurasia, y pasa el inverno en el sur y el oeste, en Asia central y oriental, y en el este de África
- P. n. gurneyi - En encuentra en África austral.
- P. n. californicus - Se extiende por Norteamérica.

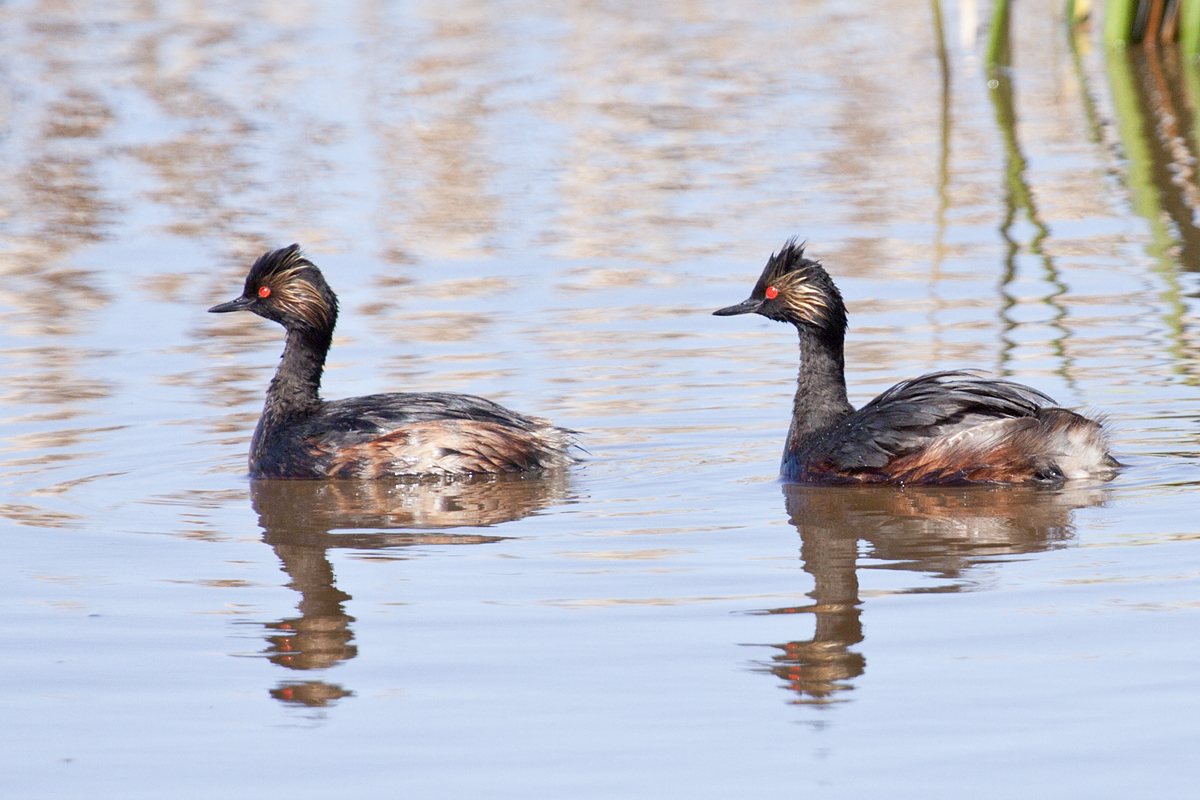
Pareja de P. n. californicus.

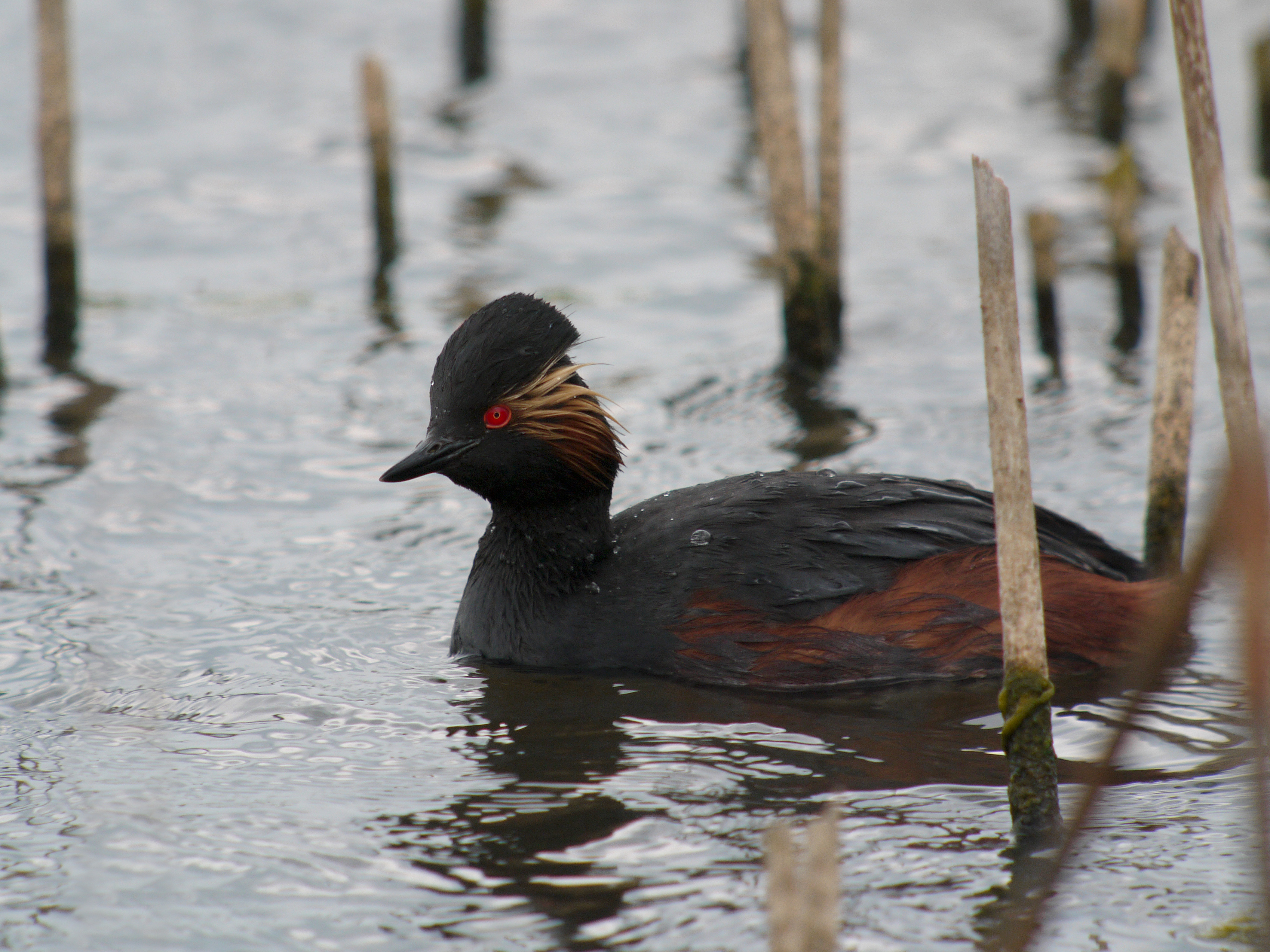
Ejemplar de P. n. nigricollis.

La etimología tanto del nombre de su género como de su especie es latina. Podiceps procede de la combinación de las palabras podicis que significa «ano» y pes que significa «pie», que hace referencia a que sus patas se unen al cuerpo en su extremo posterior. Su nombre específico, al igual que el común, alude a su plumaje durante la época de cría, la palabra nigricollis significa «cuellinegro» (de niger «negro» y collis «cuello»).

## Distribución
Cría en las regiones templadas de Eurasia, Norteamérica y África austral. Es un ave común en los humedales europeos, abundando sobre todo en la Europa del este. Las poblaciones asiáticas y americanas son bastante importantes, no así las africanas, bastante reducidas. En el próximo Oriente se concentran para pasar el invierno hasta 18.600 en Turquía y cientos de miles en Irán. En América se encuentran concentraciones de 20.000 individuos en migración en Oregón, y hasta 500.000 invernantes en zonas interiores de California.
En la península ibérica es un ave invernante, aunque existe una población reproductora estimada en más de 800 parejas como mínimo, con grandes fluctuaciones debidas a las condiciones hidrológicas.

## Comportamiento

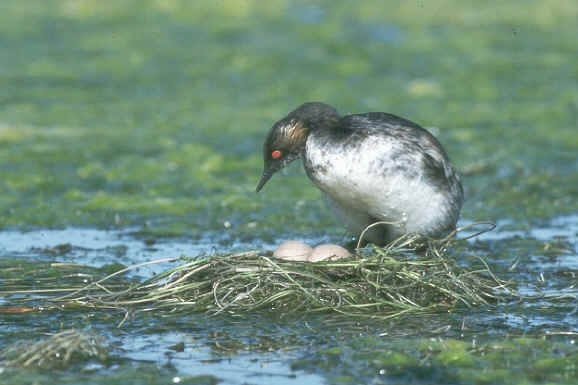
Adulto en su nido.

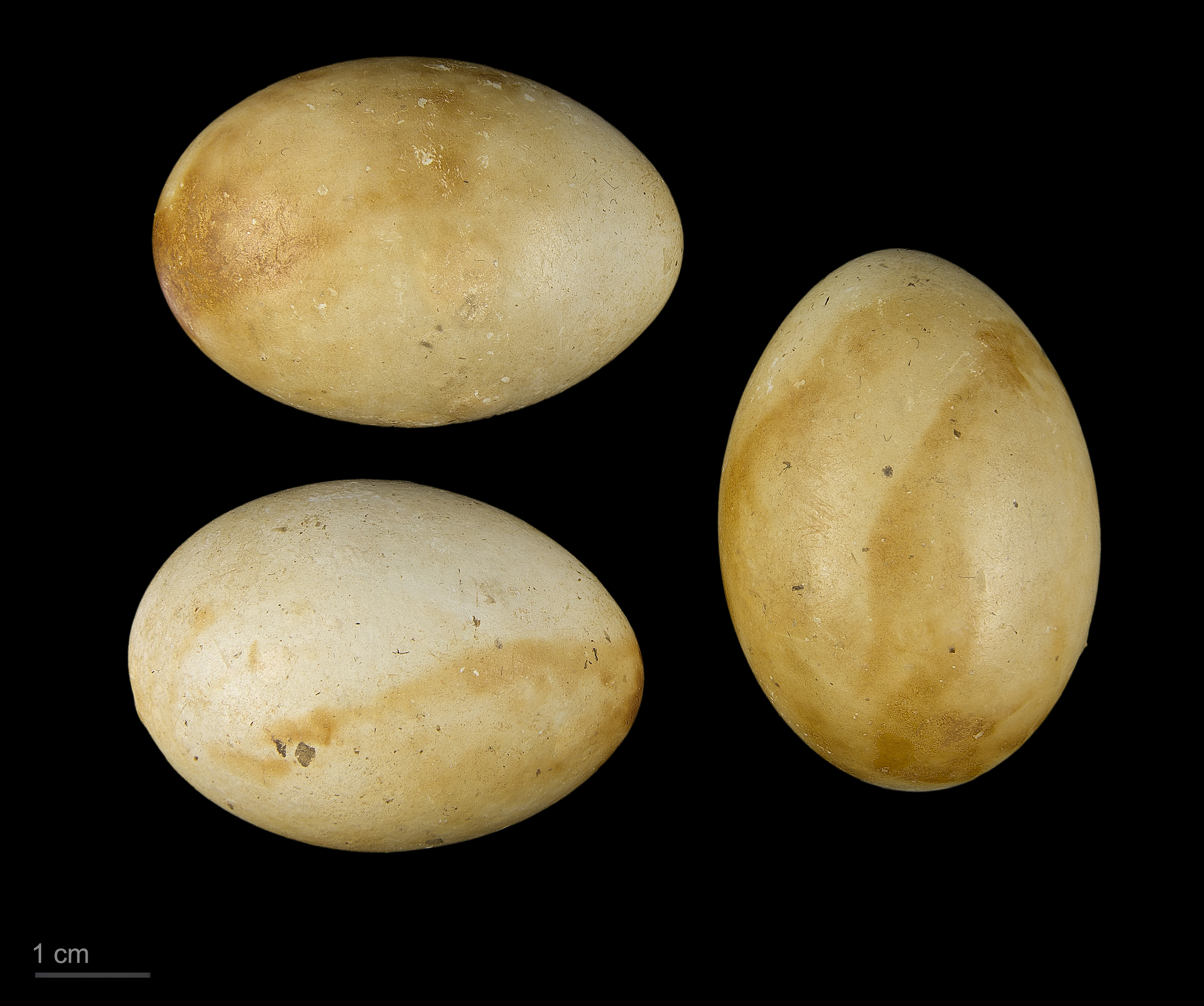
Podiceps nigricollis - MHNT

El zampullín cuellinegro es un excelente nadador y buceador, que caza bajo el agua. Se alimenta principalmente de insectos acuáticos y crustáceos. También come pequeños peces, renacuajos, caracoles y anélidos neréidos.
Suele anidar colonialmente entre la vegetación del borde del agua o sobre la vegetación flotante. Suele poner dos huevos. Sus polluelos son rayados y a veces son transportados en la espalda de los adultos.
El zampullín cuellinegro se pasa la mayor parte del año sin volar (de 9 a 10 meses), y es una de las aves con un vuelo menos eficiente. Generalmente evita volar todo lo que puede, y realiza vuelos de larga distancia exclusivamente en la migración. Sin embargo, durante la migración llega a desplazarse 6000 km para alcanzar zonas prósperas que son explotadas por pocas especies.